# Koonibba
Koonibba är en ort i Australien. Den ligger i kommunen Ceduna och delstaten South Australia, omkring 590 kilometer nordväst om delstatshuvudstaden Adelaide.
Trakten runt Koonibba är nära nog obefolkad, med mindre än två invånare per kvadratkilometer..
Omgivningarna runt Koonibba är i huvudsak ett öppet busklandskap. Genomsnittlig årsnederbörd är 343 millimeter. Den regnigaste månaden är maj, med i genomsnitt 68 mm nederbörd, och den torraste är december, med 7 mm nederbörd.